# Javad Maroufi
Javad Maroufi (1912 à Téhéran - 7 décembre 1993 à Téhéran) est un compositeur et pianiste et chef d'orchestre iranien.

## Biographie
Javad Ma'roufi est né à Téhéran. Son père Musā Ma'roufi et sa mère Ozra Ma'roufi (ou Ezra Ma'roufi) sont tous deux élèves de Darvish Khan, un maître de musique réputé de cette époque en Iran. 
Jeune, Javad Ma'roufi perd sa mère. En conséquence, il grandit dans sa famille paternelle. 
Il étudie la musique d'abord avec son père, jouant à la fois du tar et du violon. À quatorze ans, il fréquente l'Académie de Musique dont le directeur est Ali Naqi-Vaziri. Là, il étudie le piano avec Tatiana Kharatian  (تاتیانا خاراطیان).
Pendant cette période, il étudie les œuvres de Chopin, Mozart, Beethoven et Bach. En plus d'étudier la musique classique occidentale, il a étudié la musique classique persane sous Ali-Naqi Vaziri.
Javad Ma'roufi épouse à dix-huit ans Shams Zaman (شمس زمان). Ils ont quatre enfants, deux filles - Sho'kooh-Zaman (شکوه زمان), également connu sous le nom Giti (گیتی), et Jila (ژیلا) - et deux fils, Manouchehr (منوچهر), et Farhad (فرهاد).
Javad Ma'roufi est l'un des compositeurs les plus remarquables de la musique classique persane et l'un des premiers pianistes qui ont écrit des morceaux pour piano persans.
Parmi ses œuvres célèbres, on peut citer Khābhā-ye Tala'i (Golden Dreams) et Jila.
Javad Ma'roufi est décédé dans la matinée du mardi 7 décembre 1993 (16 Azar 1372 AH) dans un hôpital de Téhéran.